# Jim Dine
Jim Dine (16 de junho de 1935) é um artista pop norte-americano. Ele é por vezes considerado parte do movimento neodadaísta.